# Cueyatla
Cueyatla är en ort i Mexiko.   Den ligger i kommunen Naupan och delstaten Puebla, i den sydöstra delen av landet, 140 km nordost om huvudstaden Mexico City. Cueyatla ligger 1 292 meter över havet och antalet invånare är 611.
Terrängen runt Cueyatla är bergig åt nordväst, men åt sydost är den kuperad. Runt Cueyatla är det ganska tätbefolkat, med 80 invånare per kvadratkilometer. Närmaste större samhälle är Huauchinango, 13,4 km söder om Cueyatla. I omgivningarna runt Cueyatla växer i huvudsak städsegrön lövskog.